# 5-Gipfel-Klettersteig
Der 5-Gipfel-Klettersteig, auch als Achenseer 5-Gipfel-Klettersteig bezeichnet, ist ein Klettersteig am Achensee im Rofan in den Brandenberger Alpen im österreichischen Bundesland Tirol.

## Beschreibung
Der 5-Gipfel-Klettersteig verbindet fünf markante Gipfel des Rofangebirges:
- Haidachstellwand (2192 m)
- Roßkopf (2246 m)
- Seekarlspitze (2261 m)
- Spieljoch (2236 m)
- Hochiss (2299 m)

Der Klettersteig ist als Rundweg angelegt. Die Tour beginnt und endet an der Bergstation der Rofanseilbahn bzw. an der daneben gelegenen Erfurter Hütte. Der Steig kann in beide Richtungen begangen werden, die zumeist empfohlene Route startet jedoch mit der Haidachstellwand und verläuft entgegen dem Uhrzeigersinn zur Hochiss. Der 5-Gipfel-Klettersteig besteht aus fünf einzelnen Klettersteigen, die auf die jeweiligen Gipfel führen. Daraus ergibt sich die Besonderheit, dass die Runde nicht zwingend im Ganzen geklettert werden muss, sondern jeder einzelne Gipfel separat bestiegen werden kann; ebenso gibt es nach jedem Teilstück die Möglichkeit, zum Ausgangspunkt zurück abzusteigen. Zudem besteht die Option, einzelne Klettersteigpassagen (wie den Roßkopf oder die Seekarlspitze) auszulassen, den Gipfel jedoch trotzdem über den Normalweg zu erreichen.
Der Einstieg in den Klettersteig an der Haidachstellwand (den sogenannten Obholzer-Gedächtnis-Klettersteig) erfolgt nach etwa einer Stunde Zustieg vom Startpunkt, der Erfurter Hütte. Der 5-Gipfel-Klettersteig selbst überwindet eine Steighöhe von etwa 670 Höhenmetern (Haidachstellwand: 120 Hm, Roßkopf: 150 Hm, Seekarlspitze: 150 Hm, Spieljoch: 70 Hm, Hochiss: 180 Hm). Vom Hochiss erfolgt in ca. 45 Minuten der Abstieg zur Erfurter Hütte. Für die gesamte Tour wird eine Dauer von etwa sechs bis sieben Stunden angegeben. Der Klettersteig ist insgesamt in der Schwierigkeitsstufe D eingeordnet und gilt damit als sehr schwierig. Einzelne Abschnitte wie der Klettersteig am Spieljoch sind mit der Schwierigkeit B/C für sich alleine betrachtet leichter als die gesamte Strecke.

## Geschichte
Die Idee für den 5-Gipfel-Klettersteig stammt vom einheimischen Bergführer Mike Rutter. Nachdem der erste Abschnitt an der Haidachstellwand im Jahr 2009 auf Initiative der Österreichischen Bergwacht installiert wurde, regte Rutter die Einrichtung eines zusammenhängenden Klettersteiges über die fünf markanten Gipfel des Rofangebirges an. Mit der Zustimmung der Bergwacht und des Tourismusverbandes errichtete er in Zusammenarbeit mit den Bergführern Stefan Wierer und Robert Span die weiteren Abschnitte des Klettersteigs. Der 5-Gipfel-Klettersteig wurde im Sommer 2010 fertiggestellt.